# 大隅和雄
大隅 和雄（おおすみ かずお、1932年10月10日 - ）は、日本の歴史学者、思想史家。専攻は中世思想史（仏教思想）。東京女子大学名誉教授。

## 経歴
1932年、福岡県福岡市生まれ。父大隅芳雄は鉱山学者で、九州帝国大学に勤めていた。戦時中であった1945年4月、全国から理系科目に秀でた生徒を特別に集めた広島高等師範学校附属中学校特別科学教育学級に進学。しかし戦局悪化にともない疎開中、広島へ原子爆弾が投下されたことにより校舎が壊滅し、福岡県立中学修猷館に転校した。
1951年、新制になった福岡県立修猷館高等学校を卒業。 東京大学に進み、1955年に文学部国史科を卒業した。1964年、東京大学大学院人文科学研究科博士課程単位取得満期退学。
1964年、北海道大学文学部助教授となった。1977年、東京女子大学教授につく。2001年、同大学を定年退職し、名誉教授となった。

## 受賞・栄典
- 1992年：第46回毎日出版文化賞特別賞を共同受賞。ビデオブック『大系日本歴史と芸能 全14巻』（網野善彦＋小沢昭一＋服部幸雄+宮田登＋大隅和雄＋山路興造＝編集委員、平凡社＋日本ビクター）の功績による。

## 家族・親族
- 父：大隅芳雄は鉱山学者で九州大学名誉教授。
- 母方の祖父：長沼賢海は日本史学者で九州大学名誉教授[1]。
- 弟：大隅良典は生物学者。ノーベル生理学・医学賞受賞者。
- 長男：大隅清陽は日本古代史を専門とする歴史学者で山梨大学教授。
- 次男：大隅直人は出版編集者でさいはて社代表[5]。

また、写真家・吉村朗は妻の甥にあたる。

## 著作

### 著書
- 『聖宝理源大師 醍醐山開創一千百年記念』醍醐寺寺務所 1976
- 『中世思想史への構想 歴史・文学・宗教』名著刊行会・さみっと双書 1984
- 『愚管抄を読む 中世日本の歴史観』平凡社選書 1986／講談社学術文庫 1999
- 『日本史のエクリチュール』弘文堂 1987　シリーズ・にっぽん草子
- 『事典の語る日本の歴史』アイノアそしえて文庫 1988／講談社学術文庫 2008
- 『中世 歴史と文学のあいだ』吉川弘文館 1993／同「歴史文化セレクション」 2003
- 『日本の文化をよみなおす 仏教・年中行事・文学の中世』吉川弘文館 1998
- 『日本の文化と思想』放送大学 1998
- 『日本の中世2　信心の世界、遁世者の心』中央公論新社 2002
- 『幼時探訪』オンコ出版 2002
- 『方丈記に人と栖の無常を読む』吉川弘文館 2004
- 『中世仏教の思想と社会』名著刊行会 2005　歴史学叢書
- 『西行・慈円と日本の仏教　遁世思想と中世文化』吉川弘文館 2016
- 『中世の声と文字　親鸞の手紙と『平家物語』』集英社新書 2017
- 『日本文化史講義』吉川弘文館 2017

### 現代語訳・校注
- 「愚管抄」-『日本の名著9 慈円・北畠親房』中央公論社、1971、新版1983
  - 『愚管抄　全現代語訳』講談社学術文庫 2012
- 『中世神道論　日本思想大系19』岩波書店、1977

### 共編著
- 『日本旱魃霖雨史料』荒川秀俊・田村勝正共編　気象研究所　1964　気象史料シリーズ
- 『批評日本史 政治的人間の系譜 3 足利尊氏』会田雄次・山崎正和共著　思索社　1972
- 『太平記人名索引』編　北海道大学図書刊行会　1974
- 『日本仏教史』速水侑共編著　梓出版社　1981
- 『日本名僧論集 第4巻 源信』速水侑共編　吉川弘文館　1983
- 『シリーズ女性と仏教』全4巻 西口順子共編　平凡社、1989
- 『鎌倉時代文化伝播の研究』編　吉川弘文館　1993
- 『中世後期における東アジアの国際関係』村井章介共編　山川出版社　1997
- 『日本仏教史 中世』中尾尭共編　吉川弘文館　1998
- 『中世の仏教と社会』編　吉川弘文館　2000
- 『思想史家 丸山眞男論』平石直昭共編　ぺりかん社　2002
- 『日本思想史の可能性』平凡社　2019

大山誠一・長谷川宏・増尾伸一郎・吉田一彦と共著

### 退任記念論集
- 『仏法の文化史』吉川弘文館　2003
- 『文化史の構想』吉川弘文館　2003
- 『文化史の諸相』吉川弘文館　2003